# Die Sunny Boys
Die Sunny Boys ist eine US-amerikanische Filmkomödie von Regisseur Herbert Ross aus dem Jahr 1975. Sie basiert auf dem Broadway-Stück mit dem Originaltitel The Sunshine Boys von Neil Simon aus dem Jahr 1972.

## Handlung
Der in die Jahre gekommene Schauspieler Willy Clark hält sich mit kleinen Rollen über Wasser, die ihm sein Manager und Neffe Ben Clark kostenfrei vermittelt. Der Onkel ist allerdings recht anspruchsvoll und macht es seinen Mitmenschen mit seiner cholerischen Art nicht gerade leicht. Eines Tages vermittelt Ben ein Treffen mit Willys früherem Partner Al Lewis.
Dieser ist im Gegensatz zu Willy ein ruhiger und besonnener Zeitgenosse. Eben dieser Charakterzug bringt Willy aber auf die Palme und hat seinerzeit, vor mehr als 40 Jahren, dafür gesorgt, dass sich die beiden zerstritten haben und ihr Bühnenstück abgesetzt wurde. Letzten Endes gelingt es Ben Clark jedoch, die beiden Streithähne wieder zusammen auf die Bühne zu bringen, auch wenn sich die Zusammenarbeit ebenso schwierig gestaltet wie damals. Willy regt sich auch über Nichtigkeiten dermaßen auf, dass er einen Herzanfall erleidet. Auch im Krankenbett versucht er zunächst seine Linie beizubehalten. Am Ende muss er jedoch gegenüber Al Lewis zugeben, dass er nicht immer im Recht gewesen ist, und die beiden Streithähne versöhnen sich.

## Drehorte
- Ansonia Hotel – 74th Street & Broadway, Manhattan (Außenaufnahmen, Willy´s Apartment)
- Ed Sullivan Theater – 1697 Broadway, Manhattan (weitere Außenaufnahmen)
- Friars Club – 107 West 45th Street, Manhattan
- George Washington Bridge, Manhattan
- Metro-Goldwyn-Mayer Studios – 10202 W. Washington Blvd., Kalifornien
- Times Square – Manhattan

## Kritiken
Cinema.de schreibt: „Die Broadway-Komödie von Neil Simon besticht auch in der Verfilmung durch bissigen Dialogwitz. Der große George Burns, zur Zeit der Dreharbeiten bereits 79 Jahre alt, erhielt einen verdienten Oscar als bester Nebendarsteller.“

## Auszeichnungen (Auswahl)
- 1976: Oscar als bester Nebendarsteller: George Burns
- 1976: Golden Globe als bester Hauptdarsteller: Walter Matthau
- 1976: Golden Globe als bester Nebendarsteller: Richard Benjamin
- 1976: Writers Guild of America Award für das beste adaptierte Drehbuch (Komödie)

## US-Remake
Das US-Fernsehen produzierte 1996 ein Remake, mit Woody Allen und Peter Falk. Der Originaltitel lautet The Sunshine Boys, der deutsche Titel (Die) Sonny Boys.

## Deutschsprachige Remakes
Unter dem Titel (Die) Sonny Boys entstand 1982 eine Fernsehadaption für das ZDF, mit  Carl-Heinz Schroth als Willy Clark, Johannes Heesters als Al Lewis und Herbert Herrmann als Ben Silverman.
1995 adaptierte das Berliner Theater am Kurfürstendamm den Stoff für die Bühne, mit Harald Juhnke (Willy Clark) und Wolfgang Spier (Al Lewis). Die ARD produzierte einen Fernsehmitschnitt.
Von 1999 stammt eine weitere deutschsprachige Fernsehproduktion, mit Helmuth Lohner (Al Lewis) und Otto Schenk (Willy Clark).
Im Jahr 2000 präsentierte das Münchener Cuvilliés-Theater eine Bühnenversion mit den Kabarettisten Dieter Hildebrandt und Werner Schneyder. Das Stück ging anschließend auf Deutschlandtournee und liegt seit 2001 als Hörbuch vor.